# Ziarnojadek czarnogrzbiety
Ziarnojadek czarnogrzbiety (Sporophila nigrorufa) – gatunek małego ptaka z rodziny tanagrowatych (Thraupidae). Występuje w środkowej części Ameryki Południowej. Obecnie znany jest z dziewięciu stanowisk we wschodniej Boliwii i pięciu na przyległym obszarze w centralno-zachodniej Brazylii. Narażony na wyginięcie.

## Taksonomia

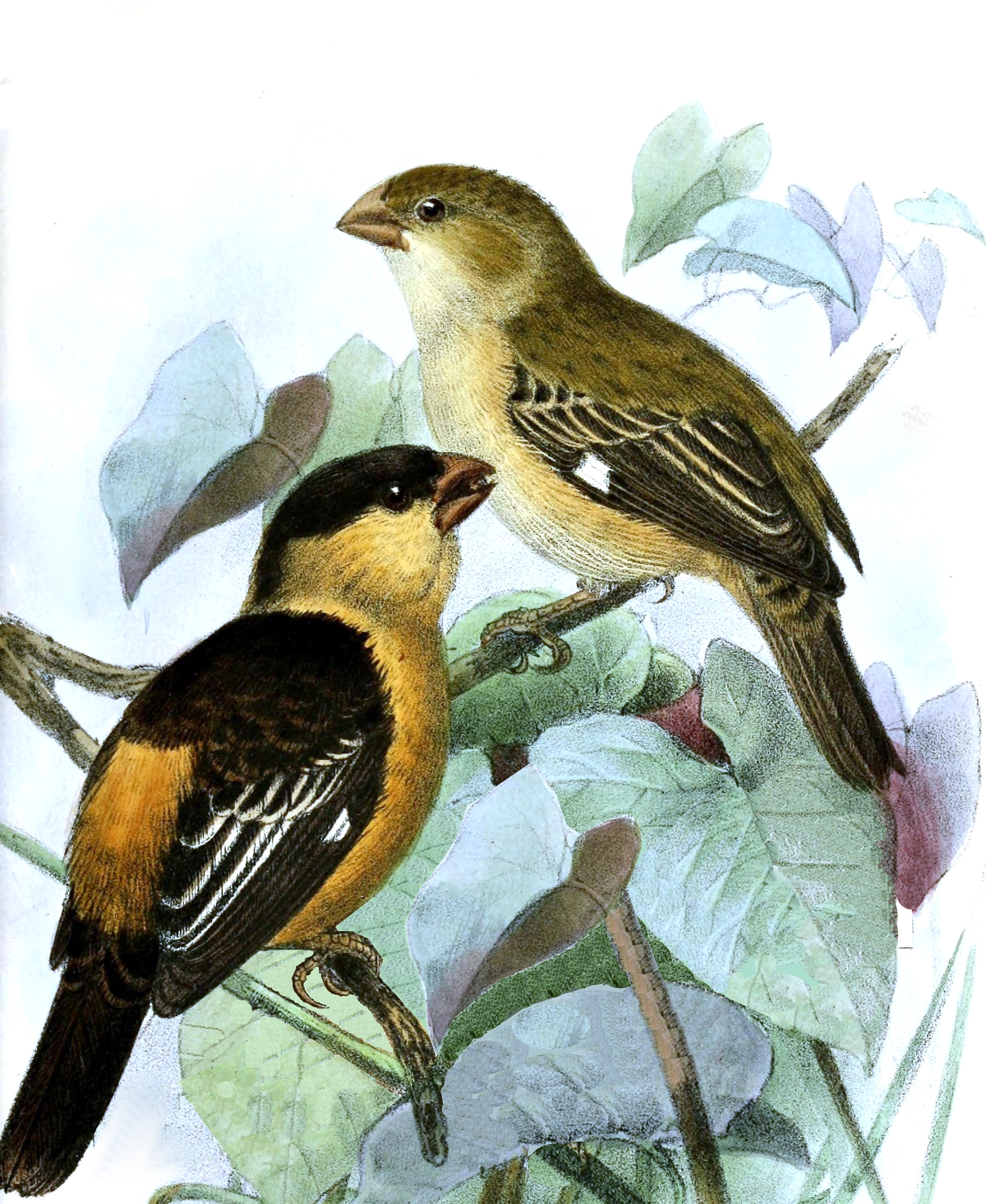
Samiec i samica na rysunku z 1871 roku

Jako pierwsi gatunek ten opisali Alcide d’Orbigny i Frédéric de Lafresnaye w 1837 roku, nadając mu nazwę Pyrrhula nigrorufa. Holotyp pochodził z prowincji Chiquitos w Boliwii. Obecnie ziarnojadek czarnogrzbiety jest umieszczany w rodzaju Sporophila. Nie wyróżnia się podgatunków.

## Morfologia
Długość ciała około 10 cm. Samiec ma czarny wierzch głowy, kark i płaszcz, kontrastujące z cynamonoworudym spodem ciała i kuprem. Jaśniejszy na policzkach. Duży czarny dziób. Samice są oliwkowozielone, podobnie samice wielu innych ziarnojadków.

## Występowanie i środowisko
Ziarnojadek czarnogrzbiety rozmnaża się na sezonowo zalewanych łąkach z rozproszonymi krzewami i pojedynczymi drzewami w Boliwii i Brazylii.

## Status i ochrona
W Czerwonej księdze gatunków zagrożonych IUCN ziarnojadek czarnogrzbiety od 2000 roku klasyfikowany jest jako gatunek narażony (VU, Vulnerable); wcześniej, od 1994 roku miał status gatunku zagrożonego (EN, Endangered), a od 1988 roku uznawano go za gatunek najmniejszej troski (LC, Least Concern). Liczebność populacji szacowana jest na 600–1700 dorosłych osobników, rozmieszczony plamowo w nie więcej niż kilkunastu lokalizacjach. Szacuje się, że populacja systematycznie maleje z powodu zawężania się i zanikania jego naturalnego siedliska.
BirdLife International wymienia tylko 4 ostoje ptaków IBA, w których ten gatunek występuje, są to: w Boliwii Park Narodowy Noel Kempff Mercado, Reserva Forestal Alto Paraguá oraz obszary chronione Rios Negro e Aquidauana i Campos do Encanto w Brazylii.